# Magdalena (departement)
Magdalena is een departement in het noorden van Colombia. Het was eens een van de negen staten die de Groot-Colombia stichtten. Magdalena is vernoemd naar de gelijknamige rivier. De hoofdstad van het departement is Santa Marta.

## Gemeenten
Er zijn 30 gemeenten in Magdalena.
| Gemeente                    | Inwoners |
| --------------------------- | -------- |
| Algarrobo                   | 11.556   |
| Aracataca                   | 51.975   |
| Ariguaní                    | 30.568   |
| Cerro San Antonio           | 8.058    |
| Chibolo                     | 16.018   |
| Ciénaga                     | 100.908  |
| Concordia                   | 9.922    |
| El Banco                    | 53.544   |
| El Piñón                    | 16.684   |
| El Retén                    | 18.417   |
| Fundación                   | 56.107   |
| Guamal                      | 24.052   |
| Nueva Granada               | 16.006   |
| Pedraza                     | 7.865    |
| Pijiño del Carmen           | 13.850   |
| Pivijay                     | 35.379   |
| Plato                       | 48.898   |
| Puebloviejo                 | 24.865   |
| Remolino                    | 7.840    |
| Sabanas de San Ángel        | 14.353   |
| Salamina                    | 8.239    |
| San Sebastián de Buenavista | 17.930   |
| San Zenón                   | 8.749    |
| Santa Ana                   | 22.840   |
| Santa Bárbara de Pinto      | 10.919   |
| Santa Marta                 | 398.368  |
| Sitionuevo                  | 26.777   |
| Tenerife                    | 12.291   |
| Zapayán                     | 8.464    |
| Zona Bananera               | 56.404   |

| Detailkaart | Detailkaart |
| ----------- | ----------- |
|             |             |
| Gemeenten   | Regio's     |